# Флаг Галмудуга
Флаг Галмудуга — государственный флаг Галмудуга.

## История
Первоначально в регионе развевался сомалийский флаг, но иногда над звездой добавлялась белая надпись «State Somaliyya» (Государство Сомали). Второй используемый флаг был белым с гербом Сомали в центре. Здесь герб расположен между лавровыми ветвями, под ним находится синяя лента с белыми буквами «GMS» (Galmudug State). Третий флаг был светло-голубым с зелёным треугольником на подъёме с белым контуром, внутри которого находились белые звезда и полумесяц.
8 июля 2010 года флаг Галмудуга был изменён на триколор, состоящий из горизонтальных полос жёлтого, синего и зелёного цветов. В синей центральной полосе — белая пятиконечная звезда.
Нынешний флаг принят 17 июня 2015 года. На нём изображён белый шеврон с двумя зелёными звёздами, с правой стороны расположена белая звезда на голубом фоне.

## Галерея

Одна из версий флага Галмудуга (14 августа 2006 — 3 февраля 2009)
Галмудуг также использовал флаг Сомали в период с 2006 по 2009 год
Флаг Галмудуга (3 февраля 2009[3] — 8 июля 2010)
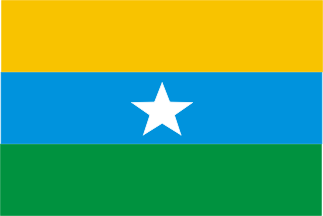
Флаг Галмудуга (8 июля 2010 — 17 июня 2015)